# Lin Chung, o Justiceiro
Lin Chung, o Justiceiro (Portugal), também conhecido pelo título internacional de The Water Margin, é uma série de televisão japonesa com o título original  Suikoden  (水滸 伝, em  japonês: As margens da Água) e baseada na história em quadrinhos de Mitsuteru Yokoyama, por sua vez adaptação de um romance chinês comummente atribuído a Shi Nai'an e Luo Guanzhong e adaptado para cinema e televisão em várias ocasiões.
Filmada em película, na China por equipas e atores japoneses, a série foi uma encomenda para assinalar os 20 anos da Nippon TV, uma obra de grande fôlego, que se seguiu na RTP a "Kung Fu" (série norte-americana, com David Carradine) e antecedeu "Os Jovens Heróis de Shaolin",esta já uma produção de Hong Kong.
O prólogo da história diz "Um antigo provérbio chinês diz:  Não despreze a cobra por não ter chifres, talvez ela reencarnará em dragão] ; um homem também pode ser Um exército inteiro]]. "
A ação decorre por volta do século X, na China, durante o tempo da Dinastia Song. Kao Chiu, o favorito do Imperador, profanou o segredo da montanha sagrada. Os oficiais de Kao, corrompidos pela política do favorito do imperador, têm os habitantes da capital atolados na miséria, sob uma atmosfera de terror que os obriga a entregarem todas as suas colheitas ao poderoso Chiu. Lin Chung, um oficial da Guarda Imperial, se opõe à tirania de Kao e Kao  sentença de morte o oficial imperial acusado de assassinato. Milagrosamente, algum tempo depois, Lin recupera sua vida e consegue reunir sob seu comando um exército inteiro de bandidos que, refugiados nos pântanos do Liang Shang Po, realizam várias escaramuças contra a milícia de Kao.
A série de televisão, produzida pela Nippon Television, estreou em 2 de outubro de 1973. Teve dez diretores, sob as ordens do supervisor Toshio Masuda, que também dirigiu e escreveu alguns capítulos junto com Hajime Takaiwa. Masaru Satō compôs a música que se tornou muito popular.
Elenco principal
- Atsuo Nakamura ...  Lin Chung
- Sanae Tsuchida ...  Hu San-Niang
- Kei Sato ...  Kao Chiu
- Isamu Nagato ...  Lu Ta
- Teruhiko Aoi ...  Shi Shin
- Ryohei Uchida ...  Chu Wu

A série estreou em 1978 na RTP. Em 2004 foi exibida na SIC Radical. Terá sido a primeira série japonesa de imagem real. 